# Arrigo Cipriani
Arrigo Cipriani (* 1932 in Verona) ist ein italienischer Gastwirt, Autor und Immobilienunternehmer.

## Leben
Giuseppe Arrigo Cipriani (1900–1980) eröffnete 1931 in der Nähe von San Marco in Venedig in einem Lagerhaus Harry’s Bar und leitete das Restaurant gut 25 Jahre, ehe es von seinem Sohn Arrigo 1957 übernommen wurde.
Die Familie Cipriani gründete verschiedene Unternehmen, die im Hotel- und Restaurantgeschäft tätig sind, sowie Immobilienunternehmen. Arrigo Cipriani und sein Sohn Giuseppe Cipriani (* 1965) sind dadurch auch in New York City Mitbesitzer markanter Gebäude und gastronomischer Betriebe.
Cipriani vermarktet den Ruf des Lokals mit verschiedenen Publikationen zu den Themen Essen und Trinken. Er schrieb verschiedene Romane.

## Schriften
- Non vorrei far male a nessuno, Roman, Mailand, Feltrinelli, 2011
- Prigioniero di una stanza a Venezia, Autobiografie, Milano : Feltrinelli, 2009
- La leggenda dell’Harry’s Bar, Sperling & Kupfer 1997
  - Harry’s Bar : eine venezianische Legende ; Storys, Drinks und Rezepte, München : Heyne, 1997
- Anch’io ti amo, Roman, Baldini Castoldi Dalai 1996
- Il mio Harry’s Bar, Sperling & Kupfer 1991
- Harry’s-Bar-Kochbuch, München : Heyne, 1993
- Eloisa e il Bellini, Roman, Longanesi 1986
- A tavola, 1984
  - Teller, Tisch und Tafel  : kleine Kulturgeschichte des Essens. Aus dem Ital. übers. Dagmar Türck, München  : Südwest-Verl., 1985, ISBN 3-517-00890-7